# Kotthauserhöhe
Kotthauserhöhe ist ein Ort der Gemeinde Marienheide im Oberbergischen Kreis in Nordrhein-Westfalen.

## Lage und Beschreibung
Kotthauserhöhe liegt im Süden von Marienheide an der Stadtgrenze zu Gummersbach. Nachbarorte sind Kotthausen, Henneckenbruch und der zur Stadt Gummersbach gehörende Ort Windhagen.

## Geschichte
Ab der Preußischen Uraufnahme von 1840 ist Kotthauserhöhe auf topografischen Karten verzeichnet.

## Busverbindungen
Über die im Ort gelegene Haltestelle „Kotthauserhöhe“ der Linie 336 (VRS/OVAG) ist Kotthauserhöhe an den öffentlichen Personennahverkehr angebunden.